# Mallodon hermaphroditum
Mallodon hermaphroditum là một loài bọ cánh cứng trong họ Cerambycidae.